# لبنى بنت هاجر
لُبْنَى بِنْتُ هَاجِر بكسر الجيم، هي زوجة عبد المطلب بن هاشم جد النبي محمد، وأم لإبنه عبد العزى المعروف بأبي لهب.

## نسبها
- هي: لُبْنَى بِنْتُ هَاجِرَ بْنِ عَبْدِ مَنَافِ بْنِ ضَاطِرَ بْنِ حُبْشِيّةَ بْنِ سَلُولَ بْنِ كَعْبِ بْنِ عَمْرو من خزاعة.[2][3][4]
- أمها: هند بنت عمرو بن كعب بن سعد بن تيم بن مرة من عشيرة تيم من قريش؛ ومن هنا كانت من أقارب الصحابي أبي بكرٍ الصديق.[1]
- جدتها لأمها: والدة هند هي سودة بنت زهرة بن كلاب،[3] مما جعل هند أول ابنة عم لآمنة بنت وهب أم النبي محمد ولبنى، وهي ابنة عم أخرى لنبي الإسلام محمد.

## زواجها
تزوجت لبنى من عبد المطلب وأنجبت له ابنًا واحدًا، هو عبد العزى، المعروف باسم أبو لهب.

## طالع أيضًا
- عبد المطلب بن هاشم
- صفية بنت جندب
- ممنعة بنت عمرو